# Москаль-чарівник

Михайло Семенович Щепкін у ролі Чупруна в спектаклі «Москаль-чарівник» І. П. Котляревського

«Москаль-чарівник» — п'єса видатного українського письменника Івана Котляревського, написана в 1819 році. Вперше видана в «Українському збірнику», 1841 року в Москві І. І. Срезневським.
Сюжет п'єси є переробкою французької п'єси XVIII століття «Солдат-чарівник» Луї Ансома (за якою була поставлена одноіменна опера Франсуа Філідора). Дію п'єси було перенесено з Франції до України, а сюжет і імена також були адаптовані до українських реалій того часу. Також подібний сюжет існував у фольклорі, але Котляревський ймовірно не використовував його.
Вперше п'єса поставлена на сцені Полтавського театру в 1819 році (Петро Барсов). Відомо, що в 1820-их п'єси Котляревського «Наталка Полтавка» та «Москаль-чарівник» із величезним успіхом ставилися в Санкт-Петербурзі в Олександрівському театрі та в Малому театрі, що в Москві.

## Особливості п'єси
За жанром це водевіль. Котляревський використав мандрівний сюжет про подружню невірність, але переосмислив його. Зберіг лише успішне сценічне, але не використав того, що було б негативним із моральної точки зору.
П'єса економна в плані театральної вистави: прості декорації, одна дія, чотири персонажі (в оригінальній французькій опері було 6 персонажів).

## Персонажі
- Лихой — солдат.
- Михайло Чупрун — простакуватий, довірливий чоловік.
- Тетяна — «зрадлива» дружина, розумна, хитра, красива, кропітка, але з характером.
- Финтик Каленик Кононович — зросійщений писар, залицяльник-невдаха.

## Сюжет
Финтик залицяється до Тетяни, але вона чітко дає зрозуміти, що її це не цікавить. Несподівано приходить солдат Лихой. Він вимагає для себе вечерю та нічліг. Тетяна дозволяє йому заночувати та вдає, що Финтик її родич. Той сперечається з солдатом, чия служба важливіша.
Солдат вдає, ніби заснув, і підслуховує розмову Тетяни з Финтиком про те, де жінка сховала частування. Тетяна обіцяє випустити Финтика з хати, але тут повертається її чоловік, чумак Михайло. Тетяна ховає Финтика під припічком. Лихой починає кепкувати над господарями й обманює їх, ніби він здатен на чудеса: все, що він захоче, миттю з'явиться.
Спершу Лихой бажає, щоб у хаті з'явилася горілка (яку Тетяна приготувала для Финтика). Жінка вдає подив від знахідки алкоголю. Далі солдат хоче, щоб з'явилися ковбаса та смажена курка. Він посилає Михайла за стравами, і той вже на свій справжній подив знаходить їх там, де сказав солдат. Наївшись і напившись, Лихой каже, нібито може викликати самого Сатану в подобі Финтика. Тетяна зізнається, що сховала справжнього Финтика, той вилазить зі схованки та просить його пробачити. Жінка розповідає як усе було, а Лихой підтверджує, що Тетяна не зраджувала Михайлу.

## Створення
Іван Франко в статті 1899 року зауважив, що сюжет «Москаля-чарівника» дуже нагадує сюжет французької опери «Солдат-чарівник» (Le soldat-magicien) 1760 року. Він відшукав статтю 1893 року, автор якої, професор Микола Дашкевич, стверджував про пряме запозичення сюжету Котляревським. Однак, Франко сумнівався, що Котляревський був знайомий з оригіналом, і припустив, що той десь побачив адаптацію — можливо, польську або російську. Також Франко зазначав, що Микола Сумцов записав подібну розповідь у селі Сліпчиці на Житомирщині під назвою «Пісня про гостя Терендія»; а також, що схожі історії відомі на Галичині. В усіх варіантах жінка ховає гостя (наприклад, попа) від свого чоловіка за допомоги третьої особи (наприклад, наймита), а недалекий чоловік сприймає гостя за чорта або за теля. Але характерно, що чоловік тут не розкриває обману, а третя особа ніде не є вояком. На думку Франка, народний український сюжет використали Степан Петрушевич і потім Василь Гоголь (батько Миколи Гоголя) у п'єсі «Простак, або Хитрощі жінки, перехитрені москалем» (1862). А Іван Котляревський узяв схожий сюжет саме з французького твору.

## Адаптації

### Екранізації
- «Москаль-чарівник» (1995) — на кіностудії ім. О. Довженка було знято фільм, де в головних ролях знялися Богдан Бенюк (Лихой) і Руслана Писанка (Тетяна)[3].